# Daniel Zamudio
Pour les articles homonymes, voir Zamudio (homonymie).
Daniel Mauricio Zamudio Vera, né le 3 août 1987 à Santiago (Chili) et mort le 27 mars 2012 dans cette même ville, est un jeune chilien, devenu symbole de la lutte contre la violence homophobe dans son pays, après avoir été attaqué et torturé par un groupe de jeunes qui le frappèrent durant plusieurs heures, dans le parc San Borja (es) de Santiago, lui causant des blessures qui provoquèrent sa mort des semaines plus tard.
L'agression de Daniel Zamudio, perpétrée le 2 mars 2012 par quatre individus possiblement affiliés à des tendances néonazis, provoqua une vive émotion dans la société chilienne et ouvrit le débat sur l'homophobie dans le pays, soulevant l'absence d'une loi anti-discrimination contre ce type de crimes. La loi fut finalement votée à la suite de sa mort, après des années de procédures parlementaires. La promulgation de la loi chilienne no 20.609 connue sous le nom de « loi anti-discrimination » ou de « loi Zamudio (es) » eut lieu le 12 juillet 2012 , et fut publiée le 24 juillet de la même année. En 2012, les parents et les amis de la victime créèrent la Fondation Daniel Zamudio (es), dont l'objectif est de combattre l'homophobie sur tous les fronts.

## Biographie
Daniel Zamudio fut le second des quatre enfants d'Iván Zamudio Contreras et de Jacquelinne Vera Muñoz, originaires de San Bernardo, au sud de Santiago. L'homosexualité de Daniel était connue de sa famille depuis ses 13-14 ans même s'il ne l'annonça qu'à l'âge de 17 ans.
Après la séparation de ses parents, Daniel vécut avec sa mère et sa grand-mère. Il perdit notamment une de ses amies proches, ce qui lui fit beaucoup de peine. Il avait alors de bonnes relations avec son père, malgré des tensions, Daniel considérant que ce dernier n'acceptait pas son orientation sexuelle, même si celui-ci attribuait les problèmes à l'irresponsabilité de son fils.
À 24 ans, Daniel travaillait dans un magasin de vêtements chinois afin de réunir de l'argent pour financer d'éventuelles études dans le mannequinat ou le théâtre. Il aimait entre autres la cuisine asiatique, le dessin, la musique,... D'après son frère, il avait l'intention de faire carrière dans la communication et d'être reconnu, ainsi que de fonder une famille et d'être père.

## Agression et décès
Selon ses parents, Daniel Zamudio fut agressé en partie à cause de son orientation sexuelle. Il fréquentait régulièrement des discothèques destinées au public LGBT, il affirma notamment s'être fait harceler plusieurs fois à la sortie de ces boîtes de nuit. Par exemple, après avoir quitté la discothèque Blondie, il fut menacé par un néonazi qui lui aurait dit : « je sais où tu travailles et où te choper, je vais te tuer. »

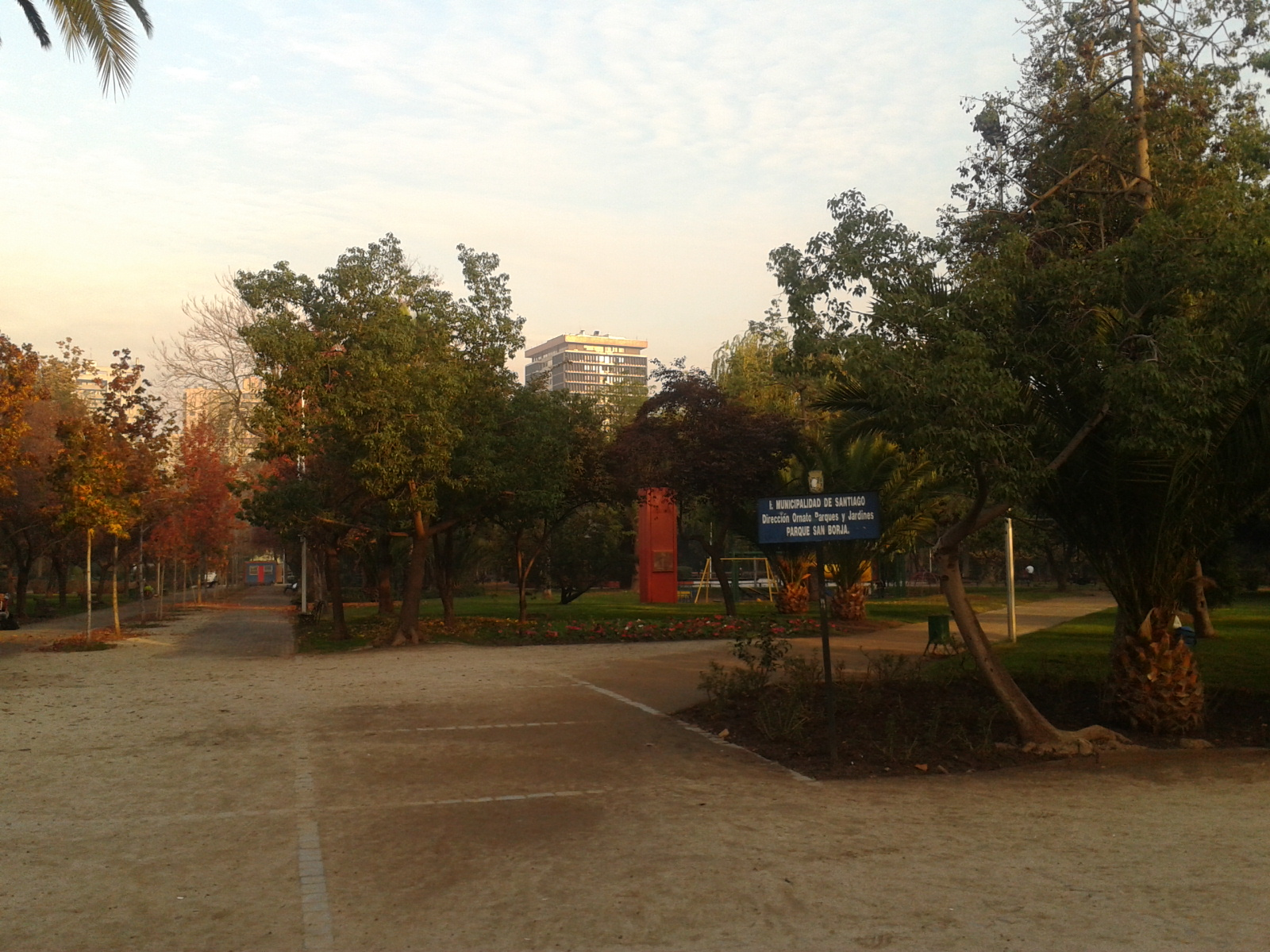
Parc San Borja

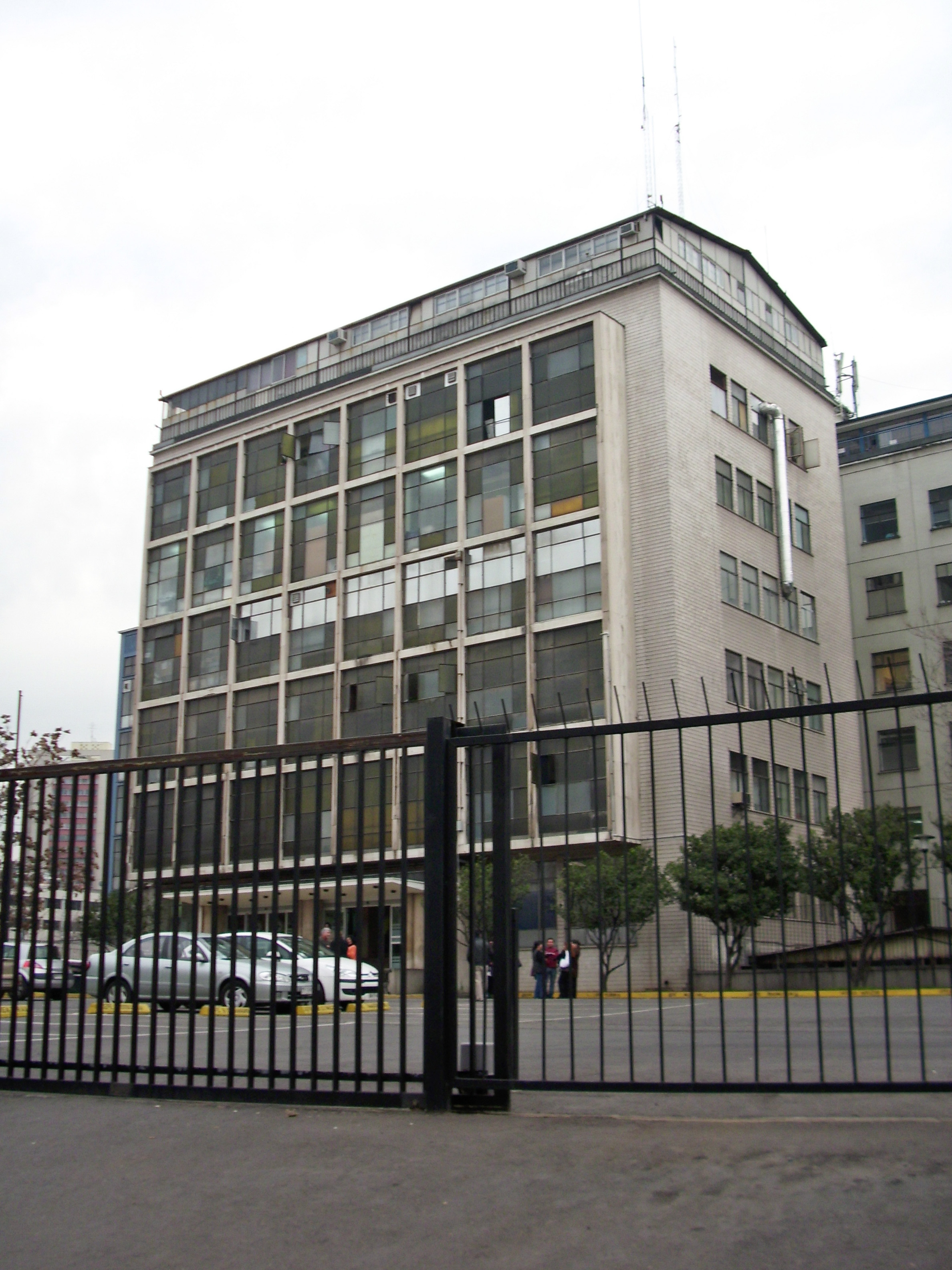
Le Relais Central, complexe hospitalier dans lequel Daniel Zamudio fut soigné jusqu'à son décès.

Le vendredi 2 mars, Daniel se rendit à son travail comme d'habitude à 7h30. Dans l'après-midi, il indiqua à sa famille qu'il comptait retrouver une amie et qu'il rentrerait donc plus tard chez lui, ce qui n'arriva jamais. Le dimanche suivant, sa famille signala sa disparition à la Police chilienne.
Le 2 mars 2012, Daniel Zamudio fut attaqué et sévèrement battu pendant six heures jusqu'à perdre connaissance. Il souffrait d'un traumatisme crânien, avait les jambes cassées, une oreille en partie coupée, des coupures au niveau de l'estomac en forme de svastika, réalisées avec des tessons de bouteille,. Son corps présentait aussi diverses brûlures de cigarette.
Vu la nature de ses blessures, on envisagea dès le début la possibilité d'un crime homophobe commis par un groupe néonazi. Cette thèse sera confirmée plus tard par l'enquête.
Daniel fut hospitalisé plusieurs jours au Relais Central, commençant une lente récupération, jusqu'à sortir de son coma artificiel. Des réactions involontaires mineures furent même enregistrées. Cependant son état empira, ce qui impliqua un retour au coma après un arrêt cardiorespiratoire le 19 mars. L'équipe médicale déclara alors que son pronostic vital était engagé et qu'il souffrait de lésions neurologiques graves. 25 jours après son agression, Daniel Zamudio est décédé des suites de ses blessures à l'hôpital de Santiago, le 27 mars 2012 à 19h45.

### Impact

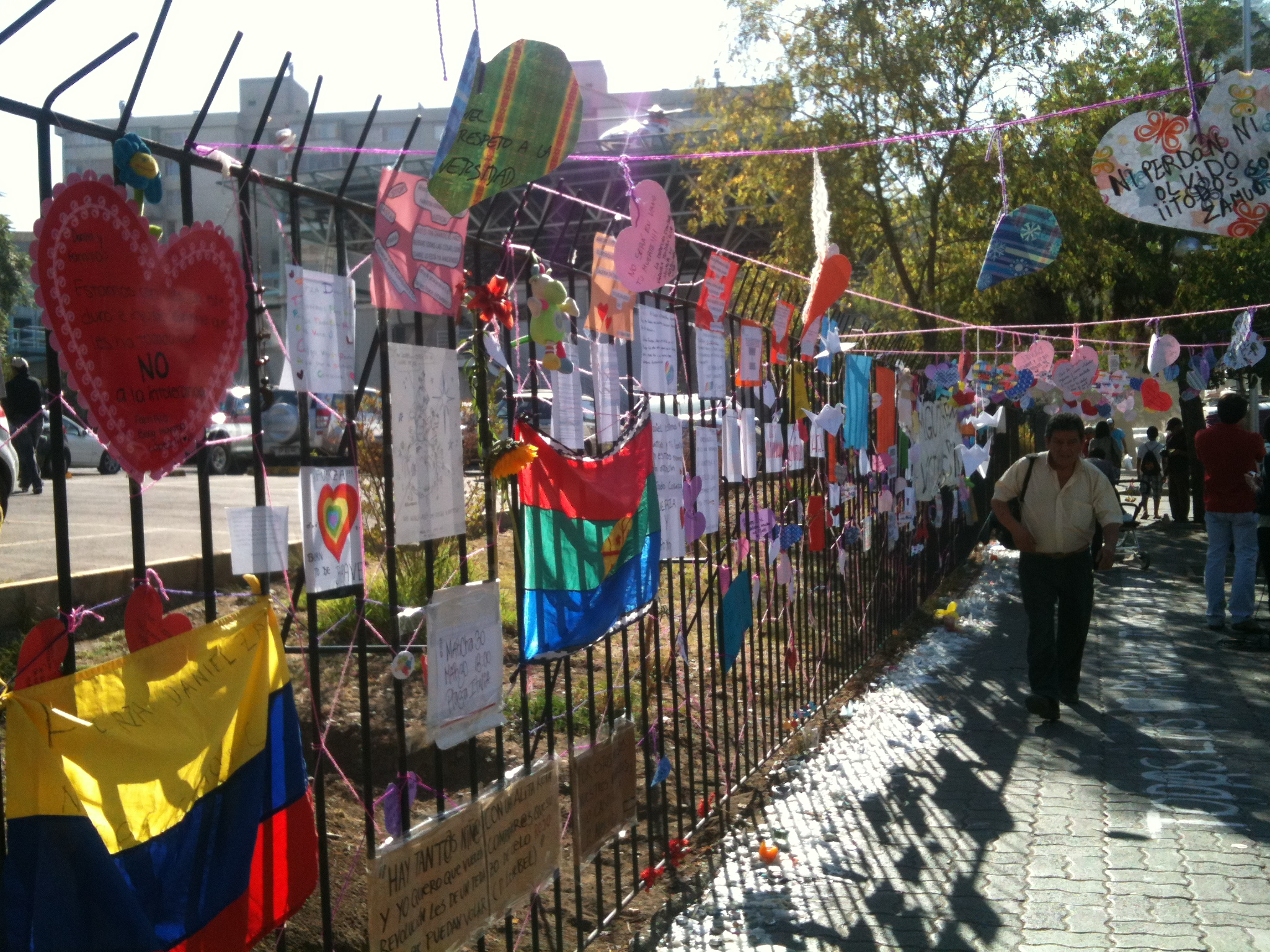
Messages de soutien sur la grille de l'hôpital

La nouvelle de l'agression de Zamudio fut communiquée par diverses associations défendant les droits des minorités sexuelles, en particulier par le Mouvement d'intégration et de libération homosexuelle (abrégé MOVILH en espagnol) qui annonça entreprendre des actions légales contre ceux qui s'avéreraient coupables, et demanda officiellement une réunion avec le ministère de l’intérieur (es). Le Movilh indiqua qu'entre 2002 et début 2012, 66 signalements d'agressions physiques perpétrées par des civils avaient été enregistrées, affectant quelque 250 personnes.
Via les réseaux sociaux, la nouvelle fut largement diffusée et généra une indignation massive dans la société chilienne, mettant en évidence la réalité de la discrimination des minorités sexuelles au Chili.
Diverses manifestations de soutien à Daniel Zamudio et sa famille eurent lieu autour de l'hôpital, y compris des veillées avec des bougies. Le 30 mars, des milliers de personnes accompagnèrent la famille de Daniel Zamudio durant ses funérailles. Le cortège funèbre parcourut diverses communes et fut accueilli par de nombreux manifestants exigeant la justice pour Daniel, avant d'arriver au Cimetière Général de Santiago (es) où il fut enterré.

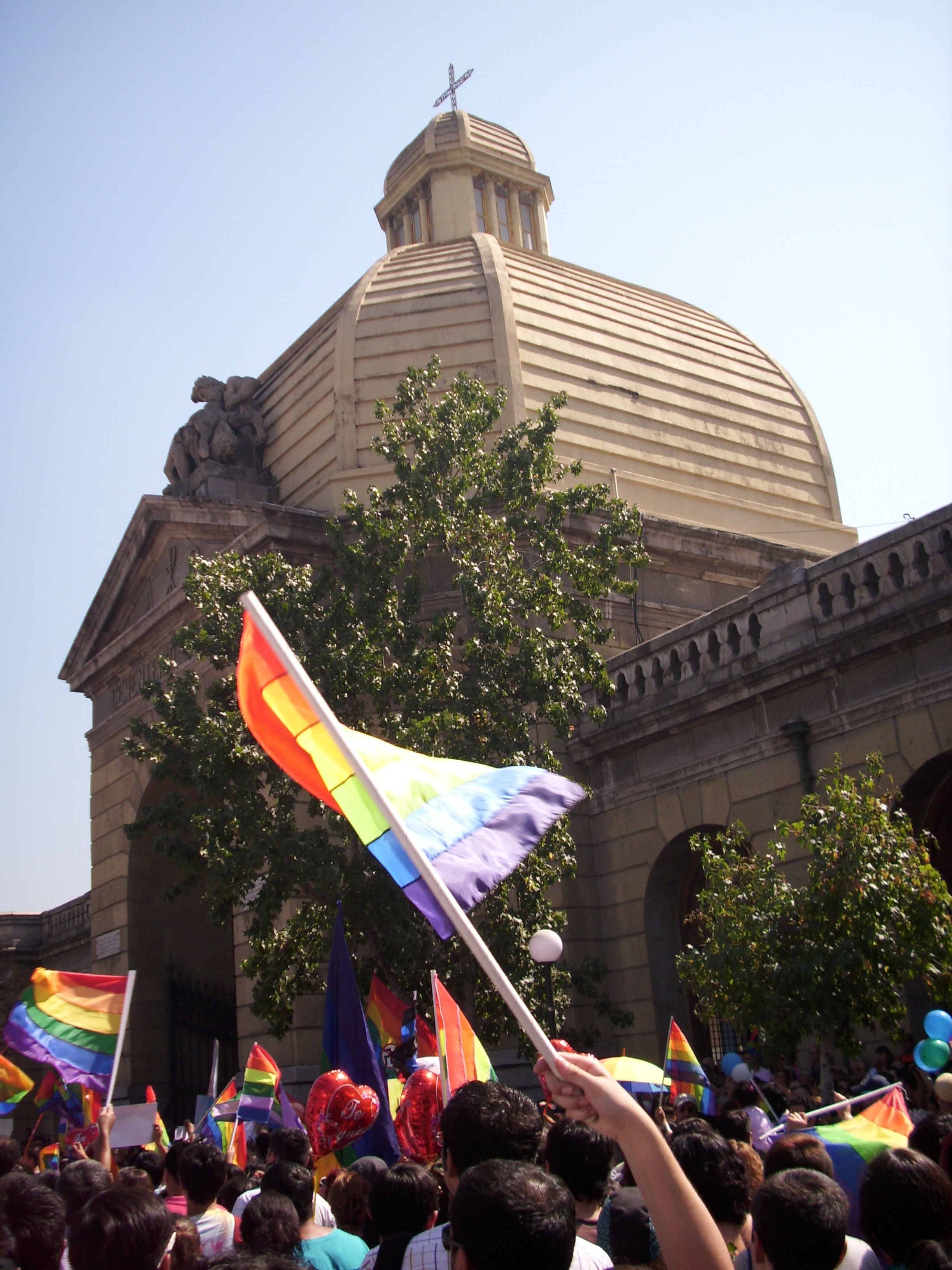
Drapeau arc-en-ciel lors des funérailles de Daniel Zamudio

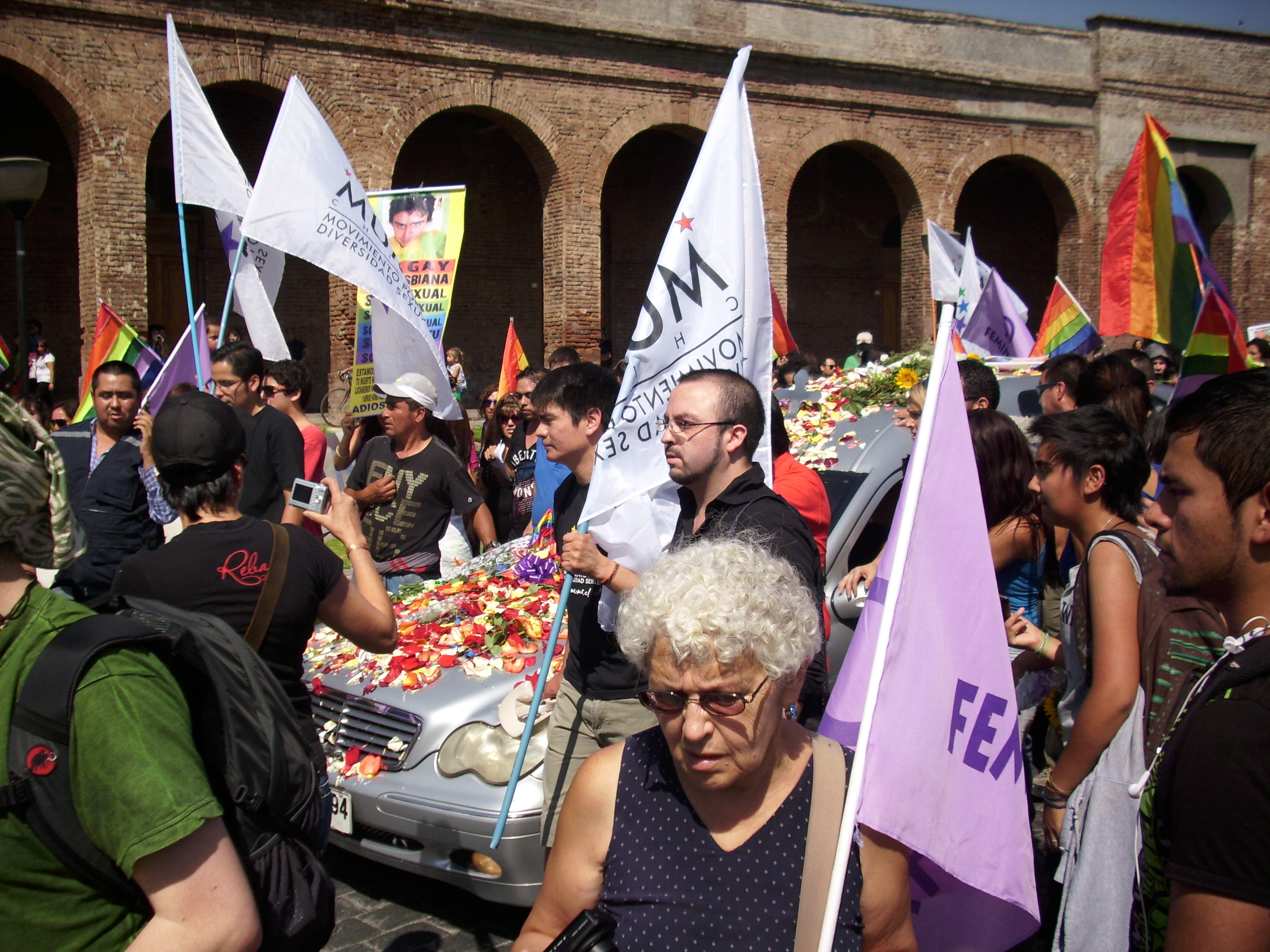
Le cortège funèbre de Zamudio arrivant au Cimetière Général le 30 mars 2012

Un an après l’événement, la nuit du 2 mars 2013, environ 300 personnes participèrent à une marche en mémoire de Daniel à Santiago.

### Déclarations
Diverses personnalités politiques manifestèrent leur indignation face à la situation, dont le ministre de l'intérieur Rodrigo Hinzpeter (es) qui reçut le Movilh et organisa quelques jours après, une rencontre entre le président Sebastián Piñera et la famille Zamudio au Palais de la Moneda. Après la rencontre, l'Intendance de Santiago annonça s'engager dans les poursuites concernant l'agression de Daniel Zamudio.

Après la confirmation de la mort du jeune homme, le président Piñera témoigna son soutien sur Twitter, alors qu'il effectuait un voyage officiel en Asie.
La brutale et lâche agression de Daniel Zamudio, sa mort, blessent non seulement sa famille, mais aussi toutes les personnes de bonne volonté.
Je veux exprimer aux parents, à la famille et aux amis de Daniel Zamudio, mes plus profonds sentiments d'affection et de solidarité.
Sa mort ne restera pas impunie et renforce l'engagement total du gouvernement contre toute discrimination arbitraire et envers un pays plus tolérant.

Sebastián Piñera (@sebastianpinera)
À son tour, le porte-parole du Movilh qui suivit la situation depuis l'hôpital, qualifia Zamudio de « martyr citoyen des minorités sexuelles », peu après la confirmation de son décès. Plusieurs artistes déplorèrent ces faits, dont Boy George, Gloria Trevi, Pablo Simonetti et Beto Cuevas (es), s'ajoutant à ses voix celle du chanteur porto-ricain Ricky Martin, qui dédia son Prix Glaad à Zamudio. De plus, la chanteuse russe Lena Katina publia un message sur Youtube en soutien à la cause.
L'église catholique chilienne (es) manifesta son rejet de pareilles agressions ; cependant le Movilh critiqua l'attitude de cette institution, une des principales opposantes à la loi anti-discrimination, qui n'accompagna pas la famille de Daniel Zamudio alors qu'elle le fit pour le prêtre Fernando Karadima, accusé d'abus sexuels. L'archevêque de Santiago, Ricardo Ezzati, rejeta les accusations et dit que le vicaire de l'Esperanza Joven avait accompagné la famille du jeune homme, bien que silencieusement, puisqu' « il faut accompagner avec une attitude discrète car profiter de la souffrance humaine est inhumain ». Concernant la loi anti-discrimination, Ezzati réitéra ses réticences, questionnant ce que tolère « la non-discrimination ».

Le cas fut considéré par des organisations internationales consacrées à la défenses des droits humains. Le 29 mars 2012, la Commission interaméricaine des droits de l'homme se prononça en condamnant les faits à travers un communiqué et exhorta le gouvernement chilien à mener une enquête « immédiate et sérieuse ». Le jour suivant, le Bureau du Haut-Commissaire des Nations unies pour les Droits humains (abrégé ACNUDH en espagnol) publia une note appelant les autorités chiliennes à légiférer contre les discriminations en suivant les standards internationaux et en condamnant les crimes de haine. Qui plus est, il compara le cas Zamudio à des cas internationaux de discrimination.
Le meurtre de Daniel Zamudio est seulement le dernier rappel de la gravité et de la prévalence de la violence homophobe, laquelle existe partout, comme l'a montré le rapport le plus récent de l'ACNUDH.
Cette fois cela s'est déroulé à Santiago au Chili, mais cela arrive chaque jour dans les rues des villes et villages du monde entier.

Rupert Colville, porte-parole du Bureau du Haut Commissaire des Nations Unies pour les droits humains, 30 mars 2012.
Les opinions de rejet cependant, ne furent pas unanimes. L'avocat Jorge Reyes, représentant de l'association Réseau pour la Vie et la Famille et proche du parti de droite Union démocrate indépendante (UDI), affirma que « si la société connaissait la vie de Daniel Zamudio, elle penserait différemment », car le jeune homme aurait été alcoolisé lors de l'agression et aurait été expulsé de chez lui. Il ajouta qu'il existait au Chili une « vision romantique de la tolérance ». Ces paroles furent considérées comme « aberrantes » et comme « le pire de la société » par le porte-parole du Movilh, Óscar Rementería. Elles motivèrent le renvoi de Jorge Reyes du secrétariat de la santé de la région du Biobío par le gouvernement.

### Réactions politiques
Article principal : Loi Zamudio (es)
Après la rencontre avec la famille Zamudio au palais gouvernemental, le ministre Hinzpeter annonça qu'une extrême urgence serait accordée au projet de loi anti-discrimination (es) débattu au Congrès national depuis 2005. Le Movilh apprécia l'annonce mais ajouta qu'il ne fallait pas approuver « n'importe quelle loi », car le projet qui était en discussion présentait des lacunes.
La discussion sur la Loi anti-discrimination avait stagné des années, particulièrement à cause du rejet d'une partie importante des parlementaires de la Coalition pour le changement. En novembre 2011, l'article 2 mentionnant les minorités sexuelles obtint 23 votes favorables des sénateurs, dont 7 du Parti démocrate-chrétien (PDC), 3 de la Rénovation nationale, 1 de l'UDI, et 13 votes défavorables des sénateurs, dont 6 de la RN et 7 de l'UDI. La liste des parlementaires qui votèrent contre commença à circuler sur les réseaux sociaux avec un appel à ne pas les élire aux élections de 2013. Face à de telles critiques, le sénateur Juan Antonio Coloma (es) (président de l'UDI, le parti ayant le plus de parlementaires au Congrès le jour du vote) avança que la loi anti-discrimination n'aurait pas empêché ce crime qu'il jugeait inacceptable et qu'on devait combattre avec ou sans loi, même s'il défendit son rejet de la loi qui pouvait « dénaturer certaines institutions ». Ainsi, divers sénateurs de la Concertation appelèrent à rétablir les articles sur les minorités sexuelles, exclus durant la discussion de la loi quelques mois avant, accusant l'UDI d' « inciter à la violence » en recourant au Tribunal constitutionnel pour annuler le projet de loi. Les sénateurs Guido Girardi, Ricardo Lagos Weber (Parti pour la démocratie), Juan Pablo Letelier (es) (Parti socialiste) et Mariano Ruiz-Esquide (es) (PDC) demandèrent notamment de donner le nom de Daniel Zamudio à la loi anti-discrimination.

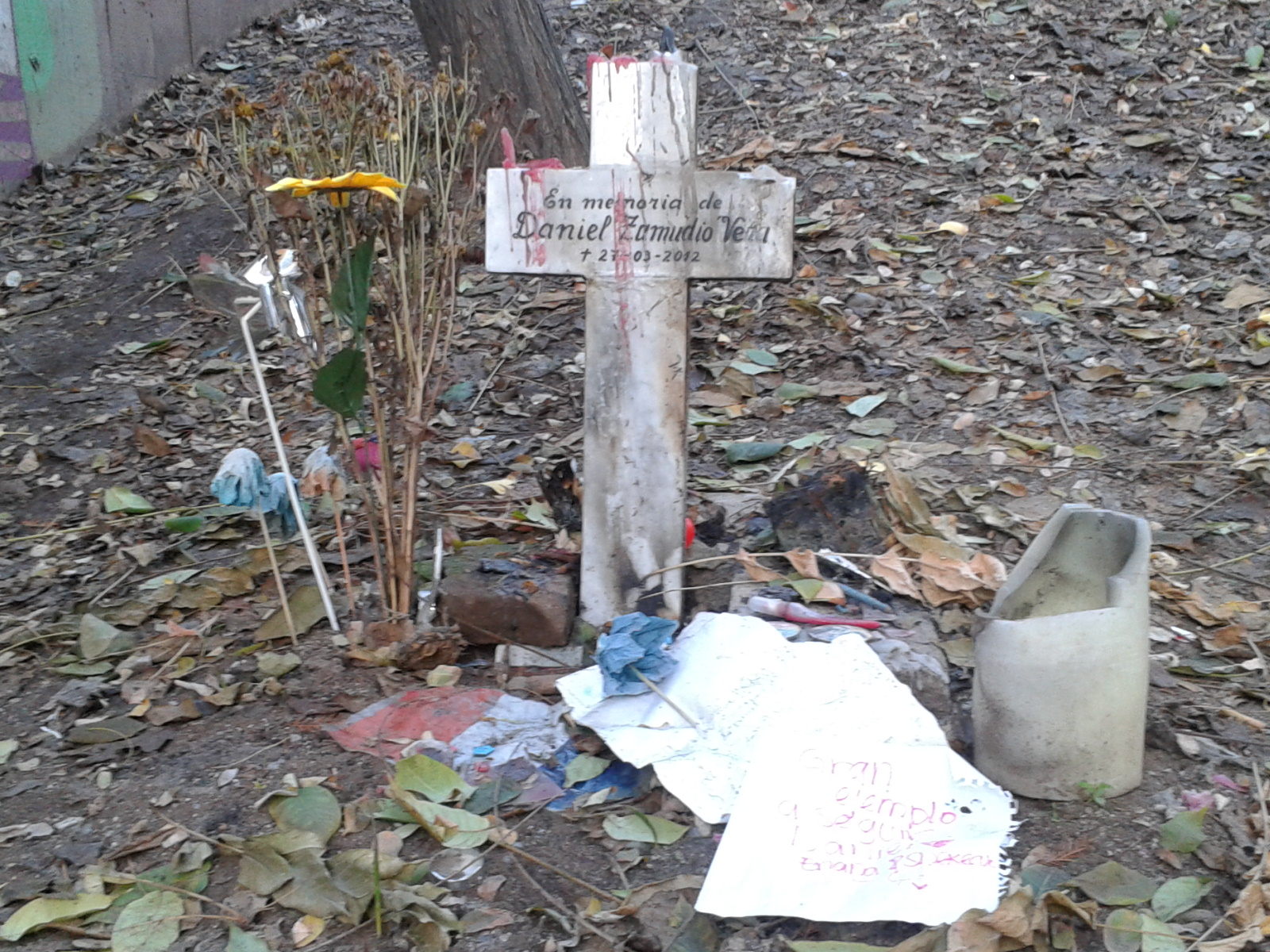
Mémorial à l'endroit où fut retrouvé Daniel Zamudio dans le Parc San Borja.

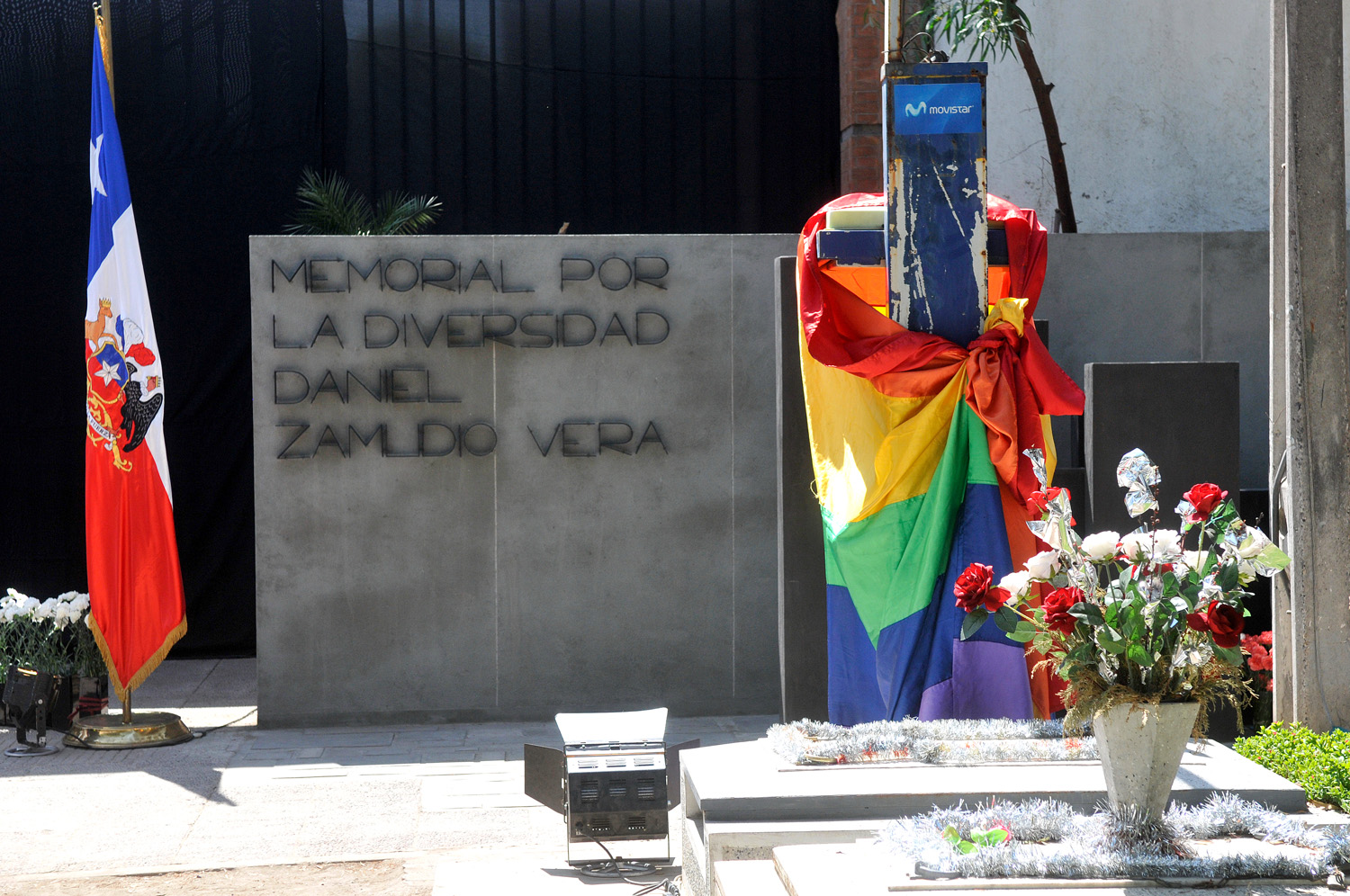
Mémorial pour la diversité inauguré en 2013 au Cimetière Général, où repose Daniel Zamudio.

Après le décès du jeune homme, d'autres actions politiques virent le jour. On compte parmi elles le projet de loi qui donna lieu à la Journée nationale de la diversité, présenté par des députés du PDC. Un conseiller de la commune de Santiago demanda aussi à renommer le Parc San Borja, où eut lieu l'agression, « Parc Daniel Zamudio » et à le transformer en mémorial de tolérance et de non-violence.

### Enquête criminelle

#### Les accusés
En raison des caractéristiques de l'agression, les premières versions de l'enquête envisageaient une agression menée par des groupes néonazis qui auraient agressé Daniel Zamudio en raison de son orientation sexuelle.
Le 9 mars, après avoir suivi différentes pistes et recueilli les versions de quelques témoins, le groupe OS-9 (es) des Carabiniers du Chili a identifié et arrêté quatre personnes comme potentiels auteurs des coups, qui auraient auparavant avoué leur participation aux faits. Les accusés furent :
- Alejandro Áxel Angulo Tapia (26 ans), danseur notamment amateur de Michael Jackson, il travailla dans la vente de jeux vidéo au centre commercial Eurocentro où il rencontra les autres accusés[48].
- Patricio Iván Ahumada Garay (25 ans), surnommé Pato Core, sortant d'une peine de prison pour vol avec intimidation[49].
- Raúl Alfonso López Fuentes (25 ans), surnommé Gacke II, installateur de climatiseurs[47],[50].
- Fabián Alexis Mora Mora (19 ans), seul accusé sans antécédents, étudiant en psycho-pédagogie à l'Université des Amériques (es), aimant les récits gothiques et classiques[51].

Même si le groupe ne se déclarait pas néonazi, Ahumada aussi bien que López présentaient des tendances similaires et manifestaient de l'admiration pour cette idéologie,.

#### Aveux
Raúl López s'avoua coupable après la détention. Il dit que le groupe avait trouvé Daniel endormi sur un banc du parc vers 21h. Après être allé acheter de l'alcool, il trouva Ahumada et Angulo en train de frapper Zamudio.
« Ils ont commencé à le frapper alors qu'il avait ses mains sur sa tête et son visage. C'était pas très fort, presque comme pour le réveiller. Puis les gars sont devenus fous et ils ont commencé à le frapper plus fort. On l'a pris et emmené au parc. On est rentrés par le côté du portail principal qui est près de l'Unimarc (es). Là Fabián est descendu avec lui, puis on a pris quelques verres, on lui a donné du rhum et je suis encore allé payer. »

Déclaration de Raúl López.
Au retour, Ahumada frappait Zamudio avec rage à cause de son homosexualité. Il lui donnait « des coups de pieds, des coups de poing dans la tête, le visage, les testicules, les jambes, dans tout le corps » d'après López, pendant que Zamudio saignait du nez et du visage. Après ça, ils auraient utilisé le goulot d'une bouteille cassée de pisco sour pour lui dessiner une croix gamée sur l'abdomen.
« Angulo a pris une grande pierre qui se trouvait là et la lui a jetée au moins deux fois sur le ventre, après il l'a reprise et la lui a jetée sur la tête. Ensuite, Fabián Mora a pris la pierre et l'a lancée environ 10 fois sur les jambes de la victime [...] Ils ont fait comme un levier et là elle s'est cassée, faisant un bruit d'os de poulet, et comme le gars était déjà très mal, on est parti chacun de notre côté. »

Déclaration de Raúl López.
Au bout de six heures de torture et après avoir écrasé leurs cigarettes sur le corps de la victime, le groupe aurait abandonné Zamudio inconscient vers 2h30 du matin.
Cette version aurait été rejetée par Ahumada et Angulo qui reconnurent avoir rencontré Zamudio dans le parc. Cependant ils affirmèrent l'avoir sauvé d'une attaque pendant qu'il dormait. Après l'avoir protégé, ils seraient allés manger quelques sopaipillas et auraient continué à boire avec lui. Ahumada affirma qu'il était parti vers 22h et qu'après avoir entendu parler de l'agression subie par Daniel aux informations, il avait essayé de contacter des carabiniers pour raconter ce qu'il savait, mais qu'il avait été arrêté avant de pouvoir le faire. Angulo confirma dans un premier temps la version d'Ahumada, puis reconnut a posteriori l'implication de ce dernier dans l'attaque et le mensonge de la précédente déclaration, fruit de menaces d'Ahumada. Fabián Mora finit par confirmer la version de López sans reconnaître avoir attaqué Zamudio avec une pierre.

#### Procès et condamnations
Le procureur Ernesto Vásquez chargé de l'enquête, requit une mise en examen des accusés pour tentative d'homicide et demanda leur détention préventive, mesure qui fut concédée par l'équivalent chilien du juge des libertés de Santiago, après avoir estimé que la liberté des inculpés constituait un « danger pour la société ». Après la mort du jeune, le délit se vit modifier en homicide volontaire à un haut degré de gravité.
Le procès eut lieu en 2013, au tribunal pénal de Santiago. Le 17 octobre, Patricio Ahumada, Alejandro Angulo, Raúl López et Fabían Mora furent jugés coupables d'homicide volontaire. On souligna l' « extrême cruauté » des criminels qui « augmentèrent délibérément la douleur » de la victime, et le juge Juan Carlos Urrutia mentionna un « irrespect total de la vie humaine ». Le ministère public requit la prison à perpétuité pour Patricio Ahumada, 20 ans de prison pour Angulo et López, 15 ans pour Mora. Le 28 octobre 2013, le tribunal publia les condamnations des inculpés : prison à perpétuité pour Ahumada, 15 ans de prison pour Angulo et López, 7 ans de prison pour Mora.

## Filmographie
- Álex Anwandter (es), Plus jamais seul (es), 2016
- Fernando Guzzoni, Jesús, petit criminel (es), 2016

### Télévision
- TVN, Zamudio : Perdidos en la noche (es), 2015
- Mega, Efecto mariposa, 2018

## Voir également
- Matthew Shepard
- Homosexualité au Chili